# Покус Яків Захарович

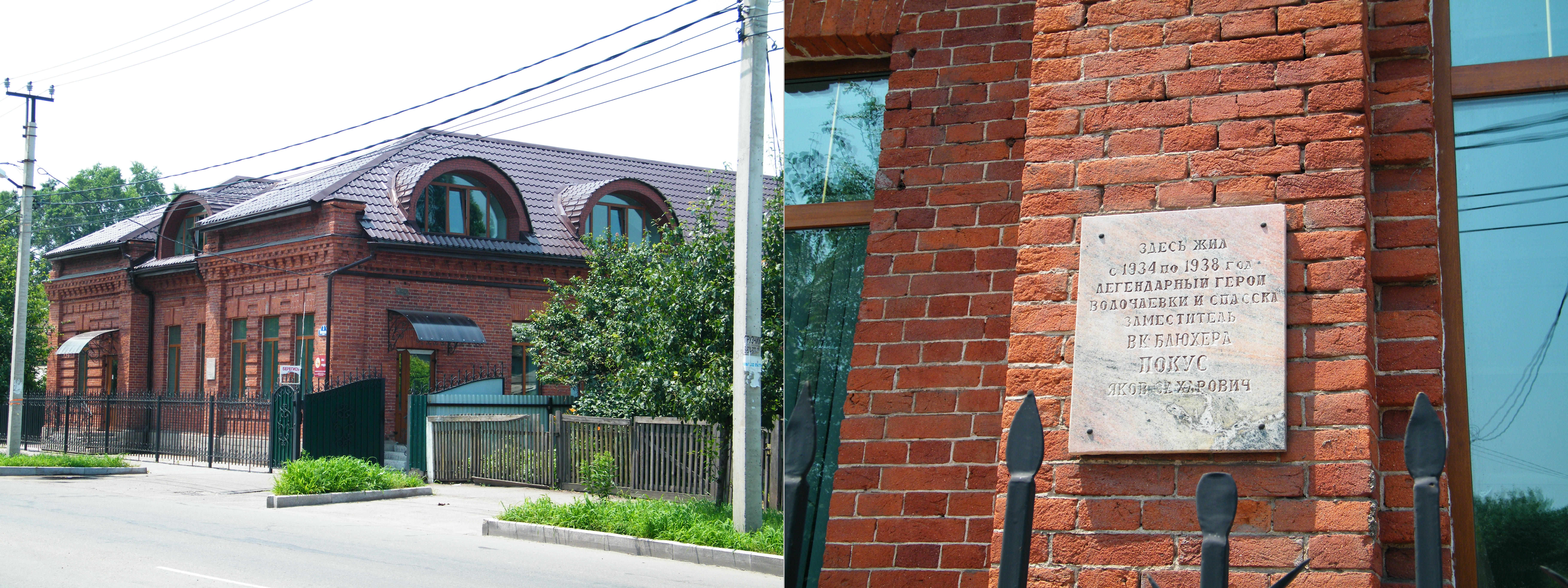
Будинок комдива Покуса в Уссурійську

Яків Захарович Покус (27 листопада 1894, с. Сомівка Костянтиноградський повіт, Полтавська губернія, Російська імперія (нині Зачепилівський район, Харківська область, Україна) — 18 вересня 1945, Устьвимьлаг, Комі АРСР, РРФСР, СРСР) — український радянський воєначальник, комдив. Борець проти УНР та Гетьманату.
Член ВКП (б) з лютого 1919.
Жертва сталінських репресій.

## Життєпис

### Молоді роки
Народився 27 листопада 1894 в селі Сомівка, Костянтиноградського повіту, Полтавської губернії (нині Зачепилівський район, Харківська область, Україна) в українській селянській родині.
Закінчив початкову школу в Сомівці та вчительську семінарію в Костянтинограді. Працював учителем 2-класного початкового училища в селі Старовірівка.

### Перша світова війна
У 1914 призваний в російську імперську армію. Служив у Москві рядовим 3-го гренадерського Перновського полку. У 1915 закінчив навчальну команду при 193-му запасному батальйоні та переведений в унтер-офіцери. У вересні 1915 направлений в Віленське військове училище, після закінчення прискореного курсу якого переведений у прапорщики. З лютого 1916 служив в Томську в 18-му Сибірському запасному полку на посаді молодшого офіцера, потім командира роти. У липні 1916 направлений на фронт. Командував ротою, в боях був поранений, за бойові заслуги переведений у підпоручики. На початку 1917 служив у 611-му Кунгурському полку, відряджений у Оранієнбаум на курси командирів кулеметних команд при офіцерській стрілецькій школі. З березня 1917 — молодший офіцер 1-го запасного кулеметного полку в Оранієнбаумі. У складі полку в липні 1917 взяв участь у революційному виступі проти Тимчасового уряду. За участь в антиурядовому виступі Офіцерська стрілецька школа і 1-й запасний кулеметний полк було розформовано. У складі 50-ї окремої кінно-кулеметної роти відправлений на фронт, спочатку в 37-й армійський корпус 5-ї армії, потім у 10-й армійський корпус 9-ї армії. Учасник боїв у Карпатах до листопада 1917. Наприкінці 1917 демобілізований. Останній чин в армії російської імперії — підпоручик, остання посада — виборний командир роти.

### Громадянська війна
Після демобілізації повернувся на батьківщину (УНР), працював секретарем ревкому в Сомівці, учителем у селі Крутоярівка.
У березні-квітні 1918 Україну окупували Німеччина і Австро-Угорщина. У червні був заарештований гетьманськими властями за антиукраїнську діяльність. Незабаром втік з-під арешту, перебував на нелегальному становищі, потім брав активну участь у повстанському русі. Сформував партизанський загін, налагодив зв'язок з підпільними ревкомами в Одесі, Харкові, з махновцями. Перебуваючи в безперервних боях з регулярними частинами германської армії, був начальником революційного партизанського штабу партизанських загонів Полтавської та Катеринославської губерній. Наприкінці грудня 1918 на чолі партизанського з'єднання чисельністю до 11 000 осіб вступає до лав Української радянської армії УРСР:
- з 1 по 28 лютого 1919 — начальник штабу 3-ї бригади 2-ї Української стрілецької дивізії,
- з 28 лютого по 21 березня — начальник штабу та т.в.о. командира 2-ї Окремої бригади,
- з 15 квітня по 24 червня — начальник штабу 7-ї Української стрілецької дивізії,
- з 24 червня по 6 липня 1919 — командир 1-ї бригади 7-ї Української стрілецької дивізії.

Брав участь у боях з денікінцями. На початку серпня 1919 був поранений, у вересні 1919 знову в строю.
Влітку-восени 1920 — на польському фронті.
У Червоній армії командував: 

- 3-м полком Окремої Башкирської кавдивізії (9.07-8.08.1919),
- 369-м полком 41-ї стрілецької дивізії (16.09-17.10.1919);
- помічник начальника (18.10.1919-2.04.1920) і начальник штабу (14.05.1920-1.01.1921) 3-ї бригади 41-ї стрілецької дивізії,
- помічник командира 3-о полку 41-ї Окремої стрілецької бригади (1.01-11.03.1921),
- начальник штабу 41-ї бригади (17.03-22.06.1921),
- т.в.о. командира 132-ї бригади 44-ї Київської стрілецької дивізії (22.06-18.07.1921).

З 1 листопада 1921 — на Далекому Сході, в Народно-революційній армії (НРА) Далекосхідної республіки: 

- командир Зведеної стрілецької бригади НРА (лютий — 11 березня 1922),
- командувач Східним фронтом НРА (11.03-4.05.1922),
- начальник Зведеної стрілецької дивізії (4.05-13.07.1922),
- помічник начальника штабу НРА (липень-6.10.1922),
- начальник 2-ї Приамурської стрілецької дивізії (1922).

У лютому 1922 керував штурмом Волочаєвських позицій, в жовтні 1922 — штурмом Спаська.

### Міжвоєнний період
У 1922–1925 — помічник командира 4-о стрілецького корпусу;
У 1925–1929 — начальник 22-ї стрілецької дивізії;
У 1929–1938 — помічник начальника управління Штабу РСЧА, комендант укріпрайону 101, Забайкальського УР, командир 43-о стрілецького корпусу, заступник командувача маршала Блюхера ОЧДСА з оборонного будівництва.

### Сталінські репресії
22 лютого 1938 заарештований, звільнений 18 лютого 1940.
Після звільнення — старший викладач Військової Академії Генерального Штабу.
У жовтні 1940 — комісар корпусу. Проживав у Читі.
Повторно заарештований 3 жовтня 1940 по звинуваченню у військовій змові. Засуджений 16 липня 1941 до 10-ти років виправно-трудових таборів та подальшої 5-річної втрати прав.
Помер 18 вересня 1945 в ув'язненні (Устьвимьлаг, Комі АРСР).
Реабілітований у 1956.

## Сім'я
Був одружений двічі. Перша дружина Ольга Олексіївна Покус, українка. У цьому шлюбі у них народилося троє дітей:
- 1. Галина Яківна Покус (1920 - 1995), в шлюбі Яцук, до відходу на пенсію працювала головним бухгалтером на м'ясокомбінаті. Померла в 1995 в Уссурійську, РФ.
- 2. Олена Яківна Покус (1923 - 2001), в шлюбі Боброва, після закінчення педагогічного інституту працювала вчителем. Померла в 2001 в Харкові.
- 3. Юрій Якович Покус (1926 - 1942), помер в окупації в 1942 р в с. Сомівка, Україна. Смерть наступила через знущання нацистів, підвісити його догори ногами за якусь провину.

Після смерті Ольги Олексіївни в 1932, Яків Захарович одружився вдруге в 1933 на Олександрі Григорівні Покус (Кривченкова) (1911), росіянка, домогосподарка. Його дітям вона стала мачухою. 1 березня 1938 заарештована і 27 липня 1938 засуджена до 10-ти років виправно-трудових таборів. Звільнилася в 1947 році. 28 квітня 1956 реабілітована за відсутністю складу злочину .
Після арешту Я. З. Покуса в 1938 і А. Г. Покус маленьких дітей Олену і Юрія відправили в дитбудинок, звідки їх забрала до себе с. Сомівка батько Я. З. Покуса - дід Захар Олександрович Покус, відчуваючи неймовірні позбавлення та тяготи як члени родини «ворога народу», а старшу Галину відвіз в Уссурійськ її майбутній чоловік Василь С. Яцук, де в 1939 у них народилася дочка Галина, яку вже в 1940 Я. З. Покус побачив в Москві і трохи поняньчити перед другим арештом.
У Я. З. Покуса виросли 2 внучки і 2 онука, є правнуки і прапраонуки. "Ми пам'ятаємо його славне минуле. З повагою, перша внучка Я. З. Покуса Галина Василівна Яцук (в шлюбі Королева), яка проживає в Уссурійську Приморського краю".
Мав племінника  Покуса Івана Івановича, який служив в 1954-1974 начальником Управління МВС в Харківській області УРСР.

## Нагороди
- Орден Червоного Прапора — Наказом РВСР № 52 від 1922 як наштабріг-123 44-й стор. дів.[5]
- Орден Червоного Прапора — Наказом РВСР № 223 від 1922 як Комвойск НРА
- Орден Червоної Зірки

## Твори
- Покус Я. З. Штурм Волочаївка та Спаська. — М. : Воениздат, 1938.

## Пам'ять
- Іменем Покуса Я. З. названі вулиці в Хабаровську[6], Спаську-Дальньому[7].
- В Уссурійську на будинку, в якому в 1934—1938 жив Яків Покус, встановлена меморіальна дошка.